# Política Comercial Comuna
La Política Comercial Comuna (PCC) és una de les més rellevants polítiques comunitàries que la Unió Europea, primera potència comercial del món, desplega en l'àmbit de la seva acció exterior. Basada en un conjunt de normes reguladores i d'accions polítiques en l'àmbit del comerç internacional, la política comercial ordena les relacions comercials de la Unió i els seus Estats membres amb la resta del món.
Els seus principals objectius són la promoció i protecció dels interessos europeus i de les seves empreses al comerç mundial i la facilitació i el desenvolupament harmònic del lliure intercanvi comercial en el món, mitjançant l'Organització Mundial del Comerç, així com el de vetllar perquè el mencionat procés es desenvolupi en les condicions més equilibrades i equitatives possibles, donant suport al desenvolupament dels països menys afavorits en el marc de les seves relacions bilaterals, mitjançant els acords i mesures preferencials.